# St. Louis Film Critics Association Awards 2011
Le cerimonia della 8ª edizione St. Louis Film Critics Association Awards è stata presentata il 12 dicembre 2011.

## Vincitori e candidati

### Miglior film
- The Artist, regia di Michel Hazanavicius
- 2º classificato: Paradiso amaro (The Descendants), regia di Alexander Payne
- Drive, regia di Nicolas Winding Refn
- Marilyn (My Week with Marilyn), regia di Simon Curtis
- The Tree of Life, regia di Terrence Malick

### Miglior attore
- George Clooney - Paradiso amaro (The Descendants)
- 2º classificato: Ryan Gosling - Drive
- Jean Dujardin - The Artist
- Michael Fassbender - Shame
- Gary Oldman - La talpa (Tinker Tailor Soldier Spy)
- Brad Pitt - L'arte di vincere (Moneyball)

### Miglior attore non protagonista
- Albert Brooks - Drive
- 2º classificato: Alan Rickman - Harry Potter e i Doni della Morte - Parte 2 (Harry Potter and the Deathly Hallows - Part 2)
- John Goodman - The Artist
- John Hawkes - La fuga di Martha (Martha Marcy May Marlene)
- Jonah Hill - L'arte di vincere (Moneyball)

### Miglior attrice
- Rooney Mara - Millennium - Uomini che odiano le donne (The Girl with the Dragon Tattoo)
- 2º classificato (ex aequo): Meryl Streep - The Iron Lady
- 2º classificato (ex aequo): Michelle Williams - Marilyn (My Week with Marilyn)
- Viola Davis - The Help
- Elizabeth Olsen - La fuga di Martha (Martha Marcy May Marlene)
- Saoirse Ronan - Hanna

### Miglior attrice non protagonista
- Bérénice Bejo - The Artist
- 2º classificato (ex aequo): Octavia Spencer - The Help
- 2º classificato (ex aequo): Shailene Woodley - Paradiso amaro (The Descendants)
- Cate Blanchett - Hanna
- Jessica Chastain - The Tree of Life

### Miglior regista
- Michel Hazanavicius - The Artist
- 2º classificato: Terrence Malick - The Tree of Life
- David Fincher - Millennium - Uomini che odiano le donne (The Girl with the Dragon Tattoo)
- Alexander Payne - Paradiso amaro (The Descendants)
- Nicolas Winding Refn - Drive

### Migliore adattamento della sceneggiatura
- Nat Faxon, Jim Rash e Alexander Payne - Paradiso amaro (The Descendants)
- 2º classificato: Steven Zaillian e Aaron Sorkin - L'arte di vincere (Moneyball)
- Hossein Amini - Drive
- Tate Taylor - The Help
- Jason Segel e Nicholas Stoller - I Muppet

### Migliore sceneggiatura originale
- Michel Hazanavicius - The Artist
- 2º classificato: Will Reiser - 50 e 50 (50/50)
- Seth Lochhead e David Farr - Hanna
- Woody Allen - Midnight in Paris
- Terrence Malick - The Tree of Life
- Tom McCarthy e Joe Tiboni - Mosse vincenti (Win Win)

### Miglior fotografia
- Emmanuel Lubezki - The Tree of Life
- 2º classificato (ex aequo): Jeff Cronenweth - Millennium - Uomini che odiano le donne (The Girl with the Dragon Tattoo)
- 2º classificato (ex aequo): Janusz Kamin'ski - War Horse
- Guillaume Schiffman - The Artist
- Newton Thomas Sigel - Drive

### Migliori musche
- The Artist
- 2º classificato: Drive
- Millennium - Uomini che odiano le donne (The Girl with the Dragon Tattoo)
- I Muppet
- The Tree of Life

### Miglior film in lingua straniera
- 13 assassini (十三人の刺客), regia di Takashi Miike • Giappone
- 2º classificato: Winter in Wartime (Oorlogswinter), regia di Martin Koolhoven • Paesi Bassi
- Angmareul bo-atda (악마를 보았다), regia di Kim Ji-woon  • Corea del Sud
- Point Blank (À bout portant), regia di Fred Cavayé  • Francia
- Troll Hunter, regia di André Øvredal • Norvegia

### Miglior film di animazione
- Le avventure di Tintin - Il segreto dell'Unicorno (The Adventures of Tintin), regia di Steven Spielberg
- 2º classificato: Rango, regia di Gore Verbinski
- Kung Fu Panda 2, regia di Jennifer Yuh
- Il gatto con gli stivali (Puss in Boots), regia di Chris Miller
- Rio, regia di Carlos Saldanha

### Migliore scena
- Millennium - Uomini che odiano le donne (The Girl with the Dragon Tattoo) - La scena dei titoli di testa
- 2º classificato: The Artist - La scena finale del ballo
- Drive - La scena dell'ascensore che sbatte
- Drive - La scena di apertura
- Hanna - La fuga di Hanna dalla prigionia
- Melancholia - L'ultima scena

### Migliori effetti speciali
- Harry Potter e i Doni della Morte - Parte 2 (Harry Potter and the Deathly Hallows - Part 2)
- 2º classificato: L'alba del pianeta delle scimmie (Rise of the Planet of the Apes)
- Captain America - Il primo Vendicatore (Captain America: The First Avenger)
- Super 8
- The Tree of Life

### Miglior documentario
- Being Elmo: A Puppeteer's Journey, regia di Constance A. Marks
- 2º classificato: Tabloid, regia di Errol Morris
- Buck, regia di Cindy Meehl
- Conan O'Brien Can't Stop, regia di Rodman Flender
- The Interrupters, regia di Steve James

### Migliore commedia
- Le amiche della sposa (Bridesmaids), regia di Paul Feig
- 2º classificato: Midnight in Paris, regia di Woody Allen
- Crazy, Stupid, Love, regia di Glenn Ficarra e John Requa
- I Muppet (The Muppets), regia di James Bobin
- Paul, regia di Greg Mottola
- Rango, regia di Gore Verbinski

### Miglior film d'autore
- ...e ora parliamo di Kevin, regia di Lynne Ramsay
- 2º classificato: Mosse vincenti, regia di Tom McCarth
- Beginners, regia di Mike Mills
- La fuga di Martha (Martha Marcy May Marlene), regia di Sean Durkin
- Tucker & Dale vs Evil, regia di Eli Craig